# Hermannus Höfte
Hermannus Höfte (Amsterdam, 5 agosto 1884 – Amsterdam, 18 novembre 1961) è stato un canottiere olandese.
Ha vinto la medaglia di bronzo olimpica nel canottaggio alle Olimpiadi 1908 tenutesi a Londra, nella gara di Quattro senza maschile con Albertus Wielsma, Johan Burk e Bernardus Croon.